# Antichiridium
Antichiridium is een muggengeslacht uit de familie van de galmuggen (Cecidomyiidae).

## Soorten
- A. caricis (Kieffer, 1898)
- A. striatum (Rübsaamen, 1910)